# Дзета Андромеды
Дзета Андромеды (лат. ζ Andromedae), 34 Андромеды (лат. 34 Andromedae), HD 4502 — кратная звезда в созвездии Андромеды на расстоянии приблизительно 179 световых лет (около 55 парсеков) от Солнца.
Пара первого и второго компонентов — двойная вращающаяся эллипсоидальная переменная звезда (ELL). Видимая звёздная величина звезды — от +4,14m до +3,92m. Орбитальный период — около 17,77 суток.

## Характеристики
Первый компонент (HD 4502Aa) — оранжевый гигант или яркий гигант, эруптивная переменная звезда типа RS Гончих Псов (RS) спектрального класса K1IIe или K1III. Масса — около 2,6 солнечных, радиус — около 15,9 солнечных, светимость — около 95,5 солнечных. Эффективная температура — около 4665 K.
Второй компонент (HD 4502Ab) — оранжевый карлик спектрального класса KV. Масса — около 0,75 солнечной.
Третий компонент удалён на 28,4 угловых секунд. Видимая звёздная величина звезды — +15,3m.
Четвёртый компонент удалён на 96,4 угловых секунд. Видимая звёздная величина звезды — +13,6m.
Пятый компонент (BD+23 106D) — оранжевая звезда спектрального класса K. Видимая звёздная величина звезды — +10,8m. Радиус — около 8,74 солнечных, светимость — около 38,219 солнечных. Эффективная температура — около 4853 K. Удалён на 167,9 угловых секунд.

## Компоненты
| Компонент | Прямое восхождение | Склонение        | Угловое расстояние от главного компонента | Угловое положение относительно главного компонента | Звёздная величина | Ссылка |
| --------- | ------------------ | ---------------- | ----------------------------------------- | -------------------------------------------------- | ----------------- | ------ |
| B         | 00ч 47м 20.2с      | +24° 16′ 33″     | 32.6"                                     | 0"                                                 | 15.3m             | Simbad |
| C         | 00ч 47м 15.2с      | +24° 15′ 03″     | 97.0"                                     | 231"                                               | 13.6m             | Simbad |
| D         | 00ч 47м 08.9990с   | +24° 15′ 33.584″ | 155.5"                                    | 260"                                               | 10.80m            | Simbad |